# Sant Martí de Puigbò
Sant Martí de Puigbò es una parroquia del municipio de Gombrèn, Ripollès. Dicha parroquia está  incluida en el Inventario del Patrimonio Arquitectónico de Comunidad de Cataluña. 
Está situada a 1.120 m de altitud, en la cabecera de un alto valle afluente (arroyo o río secundario que lleva sus aguas a otro mayor o principal) de el Merdàs, el sudeste del término, al casado de Puigbò.

## Descripción
Para conocer más esta parroquia debemos tener una breve descripción de la parroquia. Contiene tiene dos capillas laterales a la zona del presbiterio y hoy en día quedan restos del coro en la parte opuesta de la nave.  El tejado es de cantrapar de madera y teja árabe; en el interior esta escondido por una falsa vuelta de medio punto hecha de ladrillos. 
El interior conserva restos de pinturas muy degradada debido al paso de los años, ya que es de la época neoclásica. El movimiento neoclasicista se originó en Francia, donde fue llamado simplemente clasicismo. Desde allí se extendió hacia el resto de Europa y América, de la mano con la expansión del Iluminismo o Ilustración, clave filosófica del movimiento neoclásico en todas sus manifestaciones.

La puerta se abre al lado sur y da directamente al cementerio y a una salida cerrada por un muro que la separa de los campos. Externamente los muros y la cubierta son cubiertos por una espesa hiedra, que ha hecho hundirse la cubierta a la parte del presbiterio y de retruque ha hundido la falsa vuelta interior de ladrillo. La iglesia tiene un campaneret de cadireta totalmente cubierto por hiedras.

## Historia
Esta iglesia fue construida en el año 1737 en sustitución de la primitiva románica, de la cual existen restos, para continuar las funciones de parroquia del vecindario de Puigbò. La viga de la puerta tiene grabada la fecha de 1806, quizás corresponde a una reestructuración o modernización de la parroquia.
Se piensa que las pinturas del interior, motivos figurativos y arquitectónicos, deben de corresponder a esta época. La parroquia cayó en decadencia al empezar el despoblamiento de los cortijos que componen el vecindario, y ha llegado hasta nosotros en estado de semi ruina. Hasta ahora servía como almacén del cortijo Puigbò. No tiene culto desde 1939.
En el año 1140 se declaró dicha parroquia con el nombre de Santo Martí de Puigmal (nombre que cambió por Puigbò al XIII XIII), de la primitiva iglesia solo hay unos restos, con el ábside todavía entero e indicios de fortificación, situadas a la punta del serrado, apoca distancia del actual. Actualmente solo quedan dos familias de las 12 que había tenido la parroquia.
- Datos: Q20103523
- Multimedia: Sant Martí de Puigbò / Q20103523